# Balls tradicionals de Santa Bàrbara
Els balls tradicionals de Santa Bàrbara es remunten a l'any 1828 quan Santa Bàrbara es va independitzar del municipi de la Galera, per reial decret de Ferran VII. Després de molts anys de lluita per aconseguir-ho, el 9 de maig de 1828, dia de Sant Gregori, aconseguia el reial privilegi que permetia a Santa Bàrbara ser municipi independent a tots els efectes.
En aquesta data del 9 de maig se celebraven les festes de Santa Bàrbara, dia de Sant Gregori, patró del municipi. Actualment, les festes se celebren la segona setmana de juliol, tot i que el cap de setmana posterior al 9 de maig se celebren actes festius de caràcter tradicional com la petició tradicional de les pubilles, l'ofrena al patró, els balls tradicionals i el mercat al carrer, recuperant l'esperit de la festa més tradicional de Santa Bàrbara.

## Història

### Els orígens

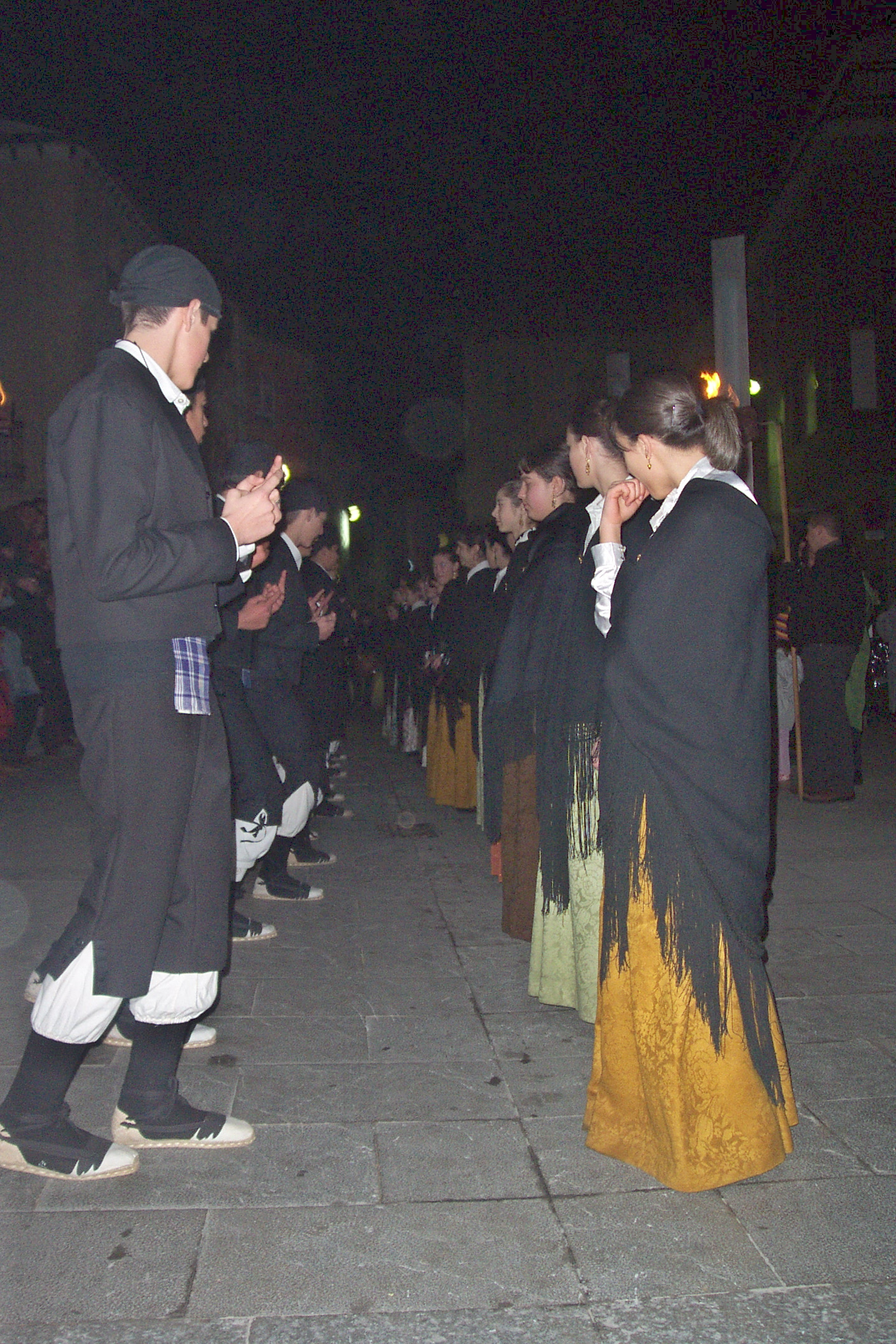
Ball del punxonet

Fins a les primeres dècades del segle xx, per Sant Antoni Abad i per la festivitat de Sant Gregori, un dels patrons de Santa Bàrbara, les parelles de sagristans i sagristanes sortien per repartir el tradicional panoli per tot el poble amb l'objectiu de recollir diners per a les festes. Tot seguit se celebrava el ball i es feia cap a la plaça per ballar els balls tradicionals: cap de ball, ball del punxonet, jota tortosina i fandango. La versió de la jota que es ballava era semblant a la de Tortosa, però amb algunes variants. La música anava a càrrec dels germans Francesc i Daniel Arasa, coneguts dolçainers com Els Flarets de Santa Bàrbara.
Històricament, la celebració de Sant Antoni estava vinculada als balls tradicionals, i els balls tradicionals tenien el seu moment més àlgid i bona part de la seua raó de ser en les ballades de la festa de Sant Antoni. Després de la guerra civil de 1936-39 la festa encara va conservar la lluïdesa durant uns quants anys, però a partir dels anys 60 la celebració va anar quedant reduïda a la missa en honor del sant i la benedicció dels animals. Les ballades tradicionals s'havien interromput des de finals dels 60, amb l'única excepció de l'estiu de 1976, amb motiu de la Setmana de la Joventut, quan sis parelles de joves havien volgut recuperar els balls típics del poble.

### Les ballades actuals: des de 1981 fins ara
Tot va nàixer cap a l'octubre de l'any 1981 en una reunió dels pares dels alumnes de 8è d'EGB del CEIP Jaume Balmes dedicada a parlar del viatge de final d'estudis. Per abaratir el cost del viatge de fi de curs, a més de fer activitats on l'Ajuntament col·laborava amb una quantitat econòmica, el matrimoni Barberà-Coto va proposar que a canvi d'aquesta quantitat econòmica que oferia l'Ajuntament, els alumnes de 8è d'EGB farien una ballada tradicional el dia de Sant Antoni, com era costum abans. La primera ballada de Sant Antoni dels nous temps va ser el 1982 i va anar molt bé, ja que tothom va quedar molt content i això va servir per animar als de la promoció següent (alumnes i pares) que van continuar-la, i la del curs posterior, i l'altre, i l'altre...
El 1988 a més de la ballada que es va fer a Sant Antoni també els alumnes de 8è d'EGB van ballar a l'acte del pregó de Festes Majors, i des d'aleshores ja s'ha fet tots els anys. L'any 1997 les ballades es van incorporar al solemne acte de proclamació de pubilles que se celebra el diumenge immediatament després del dia 9 de maig, festivitat de Sant Gregori. Actualment, i des de 1997, es fan tres ballades a l'any: a Sant Antoni, a Sant Gregori i a Festes Majors.
L'any 2003, es va produir un fet singular, ja que amb motiu del 175è aniversari de la independència municipal, es va convocar una macroballada de balls tradicionals. Més d'un centenar de persones van fer uns pocs assajos de recordatori i van sortir a ballar a les festes de celebració del 175è aniversari de la independènciamunicipal.

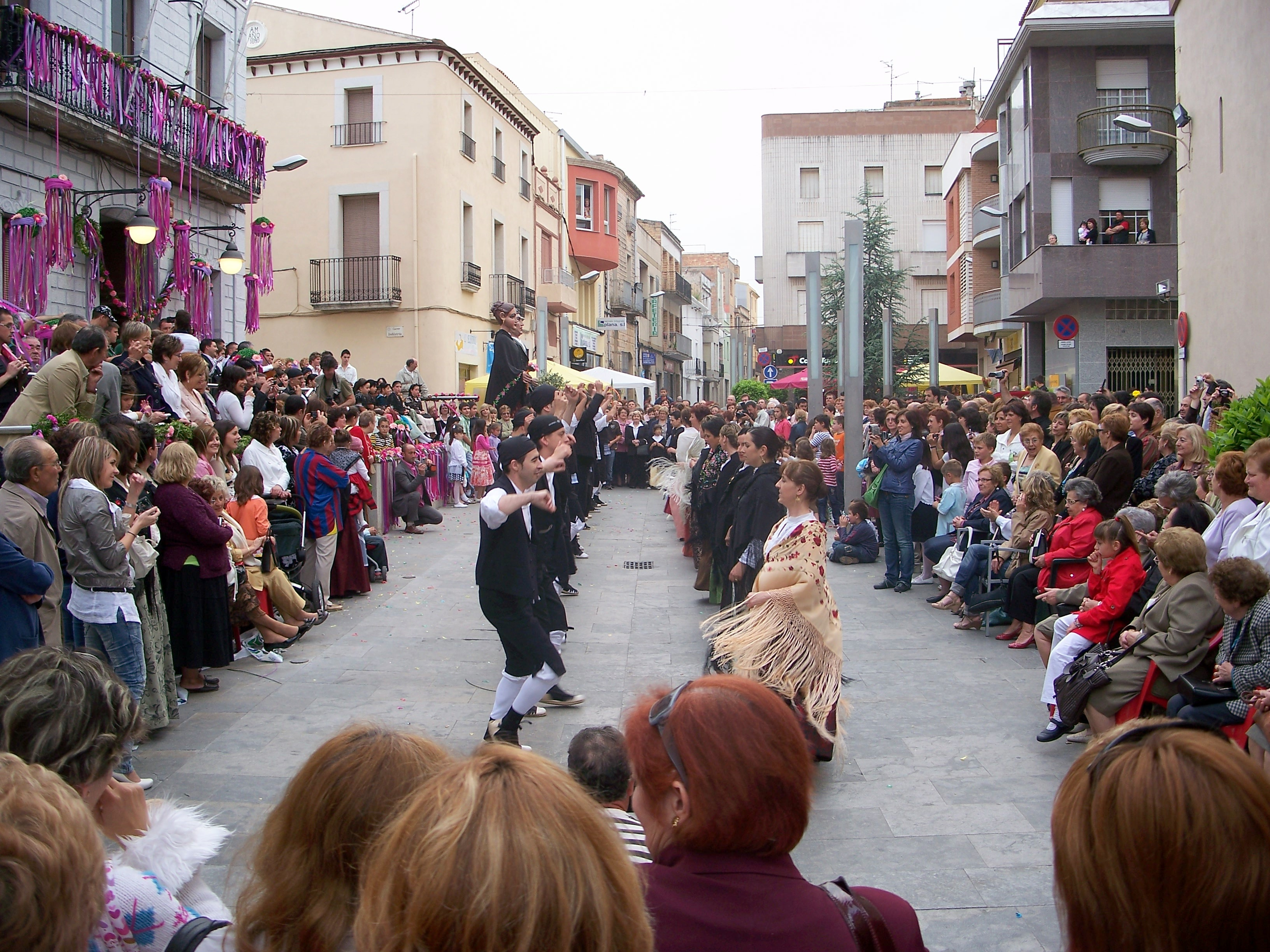
Ballada 2009

L'any 2009 es va realitzar un taller per aprendre els balls típics i un grup de persones van apuntar-se i van començar a ballar a la celebració de la festivitat de Sant Gregori de l'any 2009. En els anys successius, en aquesta celebració de Sant Gregori sempre acompanyen al grup d'alumnes de 2n d'ESO, un grup de persones adultes, que generalment són els mateixos que van començar l'any 2009.
Aquest grup de persones adultes van aprendre a ballar el cap de ball, el punxonet i la jota de Santa Bàrbara, però l'any 2013 també van aprendre a ballar la polca. Va ser precisament aquest any 2013, en què aquest grup va voler aprendre a ballar la rondalla, ja que, des de feia 2 anys, des de l'Ajuntament de Santa Bàrbara i amb motiu de la festivitat de Sant Gregori va organitzar una cantada de cobles per les cases de les pubilles. Aquest grup de balladors va començar a ballar per les cases de les pubilles, l'any 2013.

### Els encarregats dels assajos
Els primers anys s'encarregaven d'ensenyar els balls dues persones del poble que els coneixien: Francisco Cuadrat Accensi (Paco de Garrasses) i Olga Josefa Cid Puig (Pepita la Cagasal). Primerament els assajos es feien de nit i en magatzems particulars i hi solia acudir algun mestre o mestra per garantir el necessari ordre. Ben prompte, però, els balls es van posar com a activitat extraescolar de l'escola, i es preparaven de 12 a 1 del migdia. Paco Cuadrat i Pepita Cid feien només alguns assajos per marcar les pautes i fer els retocs necessaris, i alguns mestres anaven supervisant el dia a dia, activitat a la qual es van dedicar principalment M. Carme Farnós i Rosa Solé.
Les dues persones que portaven el pes principal de l'ensenyament s'ho van anar deixant per motius de faena i de salut. Així, l'any 1988 va agafar totalment el relleu Rosa Solé Mallén, professora del CEIP, d'origen tortosí, que coneixia bé les danses típiques perquè n'havia estat ballant uns quants anys. La van anar ajudant M. Carme Corbalán, Rosalina Roé i Teresa Bruño, entre altres companyes de faena.
Posteriorment, l'any 1998, va assumir la direcció dels assajos Guillem Gaya Sol, que havia estat un dels balladors de 1985. Com que no es va poder posar l'activitat com a crèdit variable, a Rosa Solé –que havia passat a l'IES– li resultava molt difícil continuar l'activitat i la resta de professorat de l'institut no es va veure amb cor d'ensenyar els balls tradicionals. Així que un grup de pares i mares, en ple primer dia d'assaig, li ho van proposar a Guillem, que ja feia altres activitats amb adolescents i joves. Es va assessorar en Rosa Solé i en Paco Cuadrat, va mirar vídeos, i la cosa va sortir bé. Tant, que els pares de les promocions següents van anar convencent Guillem que no ho deixés, i continua fins al moment. Tot i així, l'any 1999, Àlvar Aixendri va començar els assajos, però per lesió va haver de deixar-ho i va acabar-ho Guillem Gaya que fins al dia d'avui ha estat l'encarregat dels assajos, tot i que hi ha hagut alguns col·laboradors que l'han ajudat en alguns anys: Eva Zaera, Joaquim Martí, Dolors Casadó, Núria Ralda i actualment, Lambda Tomàs.

### La música
Els primers anys de les ballades actuals s'assajava i es ballava amb música gravada en una casset, però amb Rosa Solé es va introduir la música en viu, ja que veia que li era difícil assajar comptant només amb una cinta gravada. Per això va demanar la col·laboració de Josep Buera (dolçaina) i Óscar Molina (tabal), experts instrumentistes tradicionals tortosins, que durant uns quants anys van estar venint als quatre o cinc darrers assajos i a les actuacions en públic. El 1995 es va formar al poble un grup de dolçainers (membres de la xaranga Lo Perkal), i des de llavors van ser ells els qui acompanyaven musicalment les ballades.
L'any 2006 els dolçainers membres de la xaranga Lo Perkal van deixar de tocar i durant les ballades dels anys 2006, 2007 i 2008 es van contractar a diversos grups de dolçainers de fora del municipi, fins a l'any 2009 en què es va fer un taller de dolçaina per tal que un grup de dolçainers del municipi, anomenat Toquem Tots, aprengués a tocar els balls tradicionals. Aquest grup va estar tocant a totes les ballades durant els anys 2009 i 2010. A partir de l'any 2011, aquest grup no va voler tocar més i l'Ajuntament ha de contractar a dolçainers de fora del municipi.

### El vestuari
L'any 1982, l'Ajuntament es va encarregar de pagar els catorze vestits fets a la manera que vestien els pagesos i les pageses d'abans i Gerard Barberà es va encarregar de coordinar-ne la confecció i de fer els necessaris retocs de vestuari i complements el dia de la ballada. En els darrers anys s'han anat fent modificacions i retocs però els vestits continuen passant d'uns alumnes a uns altres, any rere any.

### Els balls
Originàriament els balls tradicionals que es ballaven eren el cap de ball, ball del punxonet, jota tortosina i fandango A les ballades actuals es ballava el cap de ball, la jota, el ball del punxonet i el vals. De la mà de Josep Buera es va introduir el ball de plaça i algun altre ball típic de la zona, com la polca. Actualment es balla el cap de ball, el ball del punxonet, la polca i la jota.